# 入明站

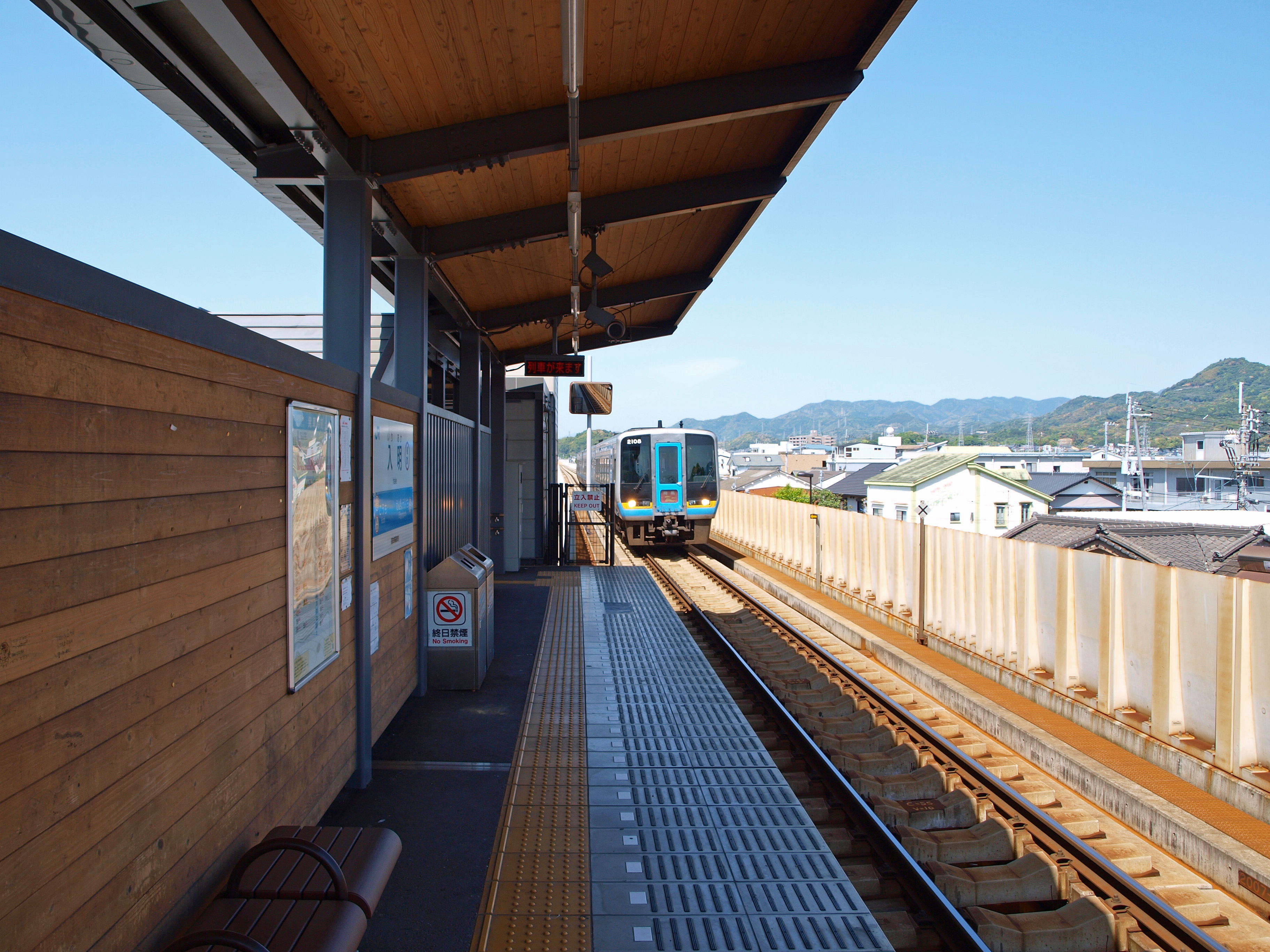
月台(2010年5月)

入明站（日语：／ Iriake eki */?）是一位於日本高知縣高知市幸町、隸屬於四國旅客鐵道（JR四國）的鐵路車站。車站編號為K01，最初土讚線向南伸延時並沒有在此設站，直至1960年代高知市的周邊地帶發展時才加設的通勤站。由開業至1980年9月止，部份氣動車班次當到達高知站後，會再向南行停靠本站和下一站圓行寺口站才折返。2008年因應高知站架空化，由地面車站變為架空車站。現時只停靠普通列車。

## 車站結構
現時車站為1面1線設計，屬於單線雙程路段，這樣的設計主要是考慮隔鄰的高知站已經能做到列車交換的要求，加上兩站距離只有1.3公里，因此並沒有太大需要採用雙軌設計。
本站同時設有升降機及樓梯連接月台及地面，自動售票機則設於月台及樓梯／升降間的平台。另外，由於車站入口及月台部份均較為狹窄，並未能提供足夠空間設置洗手間。

### 月台配置
| 路線    | 方向     | 目的地               |
| ------- | -------- | -------------------- |
| ■土讚線 | （下行） | 伊野、須崎、窪川方向 |
| ■土讚線 | （上行） | 高知、土佐山田方向   |

## 歷史
- 1961年12月15日：開業。
- 1987年4月1日：日本國鐵分割民營化，車站的營運由JR四國繼承。
- 2008年2月26日：土讚線高知站及相連高架工程完成，車站架空化。
- 2020年7月3日：增設副站名「志之龍馬站」，更換車站入口指示牌及月台站牌，並在入口指示牌旁豎了一座「志之龍馬」的坂本龍馬雕像[1][2]。

## 相鄰車站
四國旅客鐵道（JR四國）
■土讚線
高知（D45/K00）－入明（K01）－圓行寺口（K02）